# Баян (Забайкальский край)
Баян — село в Сретенском районе Забайкальского края России в составе городского поселения «Кокуйское».

## География
Населённый пункт находится в западной части района на левом берегу реки Шилка на расстоянии примерно 25 километров (по прямой) на юго-запад от города Сретенска.
Климат
Климат характеризуется как резко континентальный с продолжительной холодной малоснежной зимой и коротким тёплым летом. Среднегодовая температура воздуха составляет −5,3 — +3 °С. Средняя многолетняя температура самого холодного месяца (января) составляет −28 — −24 °С (абсолютный минимум — −55 °С), температура самого тёплого (июля) — 16 — 19 °С (абсолютный максимум — 40 °С). Безморозный период длится в течение 80 — 100 дней. Среднегодовое количество осадков — 350—400 мм.
Часовой пояс
Село Баян находится в часовой зоне МСК+6. Смещение применяемого времени относительно UTC составляет +9:00.

## История
Официальная дата основания 1937 год. Образовалось после открытием железнодорожного разъезда в 1897 году и постройкой цементного завода, обеспечивавшего железнодорожное строительство. В 1906 году завод был закрыт.

## Население
Постоянное население составляло 19 человек в 2002 году (русские 100 %), 13 человек в 2010 году.